# 윤리 허무주의
윤리 허무주의(혹은 도덕적 허무주의)는 어떠한 것도 본질적으로 도덕적이거나 부도덕하지 않다는 윤리 형이상학적 견해이다. 예를 들면, 윤리 허무주의자는, 어떤 이유에서든, 살인은 본질적으로 옳지도 그르지도 않다고 말한다. 윤리 허무주의자는 도덕성을, 그 신봉자에게 심리적 혹은 사회적 혹은 경제적 이점을 줄 수 있는 복잡한 규칙의 집합으로 구조화된 것으로 여기며, 따라서 보편적이거나 혹은 심지어 상대적 진실도 없는 것으로 본다.
윤리 허무주의는, 윤리적 명제가 비객관적 의미에서 참이거나 혹은 거짓일 수 있지만 거기에 어떤 진리값도 할당하지 않는 윤리 상대주의나, 윤리적 명제가 객관적으로 참이거나 거짓일 수 있다고 보는 윤리 보편주의와 구분된다. 또한 이는 우리가 도덕적인 주장을 할때"우리는 세상을 묘사하려고 노력하지 않고... 우리의 감정을 털어 놓고 사람들에게 특정한 방식으로 명령하거나, 행동 계획을 밝힐 뿐이다."고 주장하는 표현주의와도 구별된다. 참인 진술만이 알려질 수 있다고 보는 한, 윤리 허무주의는 윤리 회의주의를 함축한다.
또한, 자유주의와 윤리문제가 맞붙는 경우라고 쳤을 때 의견 충돌이 나타나 정해진 윤리는 절대로 없다는 허무주의가 생기기도 한다.

## 같이 보기
- 허무주의
- 프리드리히 니체
- 막스 슈티르너